# 赛汗苏木 (布尔干省)
赛汗苏木是蒙古国北部布尔干省的一个苏木。2009年人口3747人，面积2800平方公里。

## 知名人物
- 奈丹·图布辛巴亚尔，蒙古国首位奥运会金牌获得者。
- 札米扬·勒哈格瓦苏伦，蒙古国领导人。